# Gérard Larcher
Gérard Larcher (Flers, 14 de setembro de 1949) é um veterinário e político francês, que ocupou o cargo de Presidente do Senado entre 2008 e 2011. Foi filiado ao partido RPR, mas atualmente faz parte da UMP. Tornou-se presidente do Senado após derrotar o socialista Jean-Pierre Bel, por 173 a 134 votos.